# イシガイ目
イシガイ目（イシガイもく、Unionoida）は淡水生の二枚貝の分類群。世界に広く分布し、約900種を含む。日本に生息するものは約30種が知られる。

## 特徴
イシガイ目の多くの貝は母貝の中で受精・発生してグロキディウム幼生となり、魚の体表（魚種は貝により異なる）に寄生して成長し、その後自由生活に入る。一方、タナゴ類やヒガイ類の産卵母貝となることが知られる。
日本では、水路の護岸化等による生息環境破壊やタナゴ類の繁殖目的での乱獲により生息地、個体数とも減少しており、多くの種が環境省や各自治体のレッドリストに記載される状況となっている。

## 分類

### 日本のイシガイ目
- カワシンジュガイ科 Margaritiferdae Haas, 1940
  - Margaritifera Schumacher, 1816 カワシンジュガイ属 
    - Margaritifera laevis (Haas, 1910) （=? Margaritifera middendorffi (Rosén, 1926)) カワシンジュガイ 北海道・本州・ロシア極東・サハリン
    - Margaritifera togakushiensis Kondo & Kobayashi, 2006 (=? Margaritifera middendorffi (Rosén, 1926)) コガタカワシンジュガイ　北海道・本州・ロシア極東・サハリン

- イシガイ科 Unionidae Rafinesque, 1820[3]
  - Anemina Haas, 1969 フネドブガイ属
    - Anemina arcaeformis フネドブガイ　九州・朝鮮半島・中国

  - Beringiana Starobogatov in Zatrawkin, 1983 チシマドブガイ属
    - Beringiana beringiana (Middendorff, 1851) チシマドブガイ　北海道・千島・極東ロシア・アラスカ・カナダ西部
    - Beringiana fukuharai Sano, Hattori & Kondo in Lopes-Lima et al., 2020 ミナミタガイ　北海道（外来）・本州（中部以西）・四国・九州
    - Beringiana gosannensis Sano, Hattori & Kondo in Lopes-Lima et al., 2020 キタノタガイ　本州（東北日本海側・北陸・中国地方東部）
    - Beringiana japonica (Clessin, 1874) タガイ　本州（東北太平洋側・関東）

  - Buldowskia Moskvicheva, 1973 タブネドブガイ属
    - Buldowskia iwakawai (Suzuki, 1939) カタドブガイ　北海道・本州（日本海側）・樺太・朝鮮半島
    - Buldowskia kamiyai Sano, Hattori & Kondo in Lopes-Lima et al., 2020 ヒガシタネドブカイ　本州（東北太平洋側-北関東）
    - Buldowskia shadini (Moskbicheva, 1973) ヤハズヌマガイ

  - Cristaria Schumacher, 1817 カラスガイ属
    - Cristaria plicata カラスガイ　北海道・本州（日本海側・関東に移入個体群）・ロシア極東部・東アジア・インドシナ半島
    - Cristaria clessini メンカラスガイ　本州（東北-近畿）

  - Invrsidens Haas, 1911 オバエボシガイ属
    - Invrsidens brandtii (Kobelt, 1879) オバエボシガイ　本州（中部以西）・四国（北東部）・九州（北部）

  - Inversiunio Habe, 1991 オトコタテボシガイ属
    - Inversiunio jokohamensis (Ihering, 1893) ヨコハマシジラガイ　北海道（西南部）・本州（中部以北）
    - Inversiunio reinianus (Kobelt, 1879) オトコタテボシガイ　琵琶湖
    - Inversiunio yanagawensis (Kondo, 1982) ニセマツカサガイ　本州（近畿以西）・四国・九州

  - Lanceolaria (Conrad, 1853) ササノハガイ属 
    - Lanceolaria kihirai キュウシュウササノハガイ　九州北部
    - Lanceolaria oxyrhyncha (von Martens, 1861) ササノハガイ（トンガリササノハガイ）　本州（中部以西・関東に移入個体群）

  - Nodularia Conrad, 1853 イシガイ属 
    - Nodularia douglasiae イシガイ（チョウセンイシガイ）　本州（北陸-中国）・九州・ロシア・北東アジア-ベトナム
    - Nodularia nipponensis タテボシガイ（イシガイ）　北海道・本州（近畿以北）

  - Obovalis Simpson, 1900 カタハガイ属
    - Obovalis omiensis (Heimburg, 1884) カタハガイ　本州・四国・九州 　カタハガイ属は単型属(1属1種)

  - Pletholophus Simpson, 1900 ドブガイモドキ属
    - Pletholophus reinianus  (Martens, 1875)　ドブガイモドキ／カワセミヌマガイ　本州（関東・近畿）・九州・沖縄

  - Pronodularia Starobogatov, 1970 マツカサガイ属
    - Pronodularia cf. japanensis マツカサガイ類（3種に分けられる可能性）　本州・四国・九州
      - クレード1：東北日本海側・北陸・中国・四国・九州
      - クレード2：中部・東海・近畿
      - クレード3：東北太平洋側・関東

  - Sinanodonta Modell, 1945 
    - Sinanodonta calypygos (Kobelt, 1879) マルドブガイ　本州（青森県・琵琶湖水系・その他に移入個体群）
    - Sinanodonta lauta (Martens, 1877) ヌマガイ　北海道・本州・四国・九州・ロシア沿海州・朝鮮半島
    - Sinanodonta tumens (Haas, 1910) オグラヌマガイ　本州（琵琶湖水系）
    - Sinanodonta cf. woodiana 本州（推定外来）・中国・東南アジア（移入）。ただし研究不十分。

  - Sinohyriopsis Starobogatov, 1970
    - Sinohyriopsis cumingii ヒレイケチョウガイ　外来個体群（関東と琵琶湖に移入）
    - Sinohyriopsis schlegelii イケチョウガイ　琵琶湖水系（在来）・青森と関東（人為的移入による外来）